# Australia ai Giochi della XXV Olimpiade
L'Australia partecipò ai Giochi della XXV Olimpiade, svoltisi a Barcellona, Spagna, dal 25 luglio al 9 agosto 1992, con una delegazione di 279 atleti impegnati in venticinque discipline.

## Risultati

### Pallanuoto
| Atleta | Classifica |                      |
| --- | --- | -------------------- |
| V · D · M Nazionale maschile australiana di pallanuoto · Giochi olimpici - Barcellona 1992 1 Townsend · 2 Marsden · 3 Fox · 4 Stockwell · 5 Wightman · 6 P. Oberman · 7 Mayers · 8 Clark · 9 Newman · 10 Wybrow · 11 M. Oberman · 12 McFadden · 13 Asher · CT : Charles Turner | 5° |                      |
| Nazionale maschile australiana di pallanuoto · Giochi olimpici - Barcellona 1992 | |                      |
| 1 Townsend · 2 Marsden · 3 Fox · 4 Stockwell · 5 Wightman · 6 P. Oberman · 7 Mayers · 8 Clark · 9 Newman · 10 Wybrow · 11 M. Oberman · 12 McFadden · 13 Asher · CT: Charles Turner                                                                                             | 1 Townsend · 2 Marsden · 3 Fox · 4 Stockwell · 5 Wightman · 6 P. Oberman · 7 Mayers · 8 Clark · 9 Newman · 10 Wybrow · 11 M. Oberman · 12 McFadden · 13 Asher · CT: Charles Turner | Australia (bandiera) |